# Академия интерлингвы
Акаде́мия интерли́нгвы (лат. Academia pro Interlingua) — организация, предназначенная для пропаганды международных воспомогательных языков, которая была главным образом связана с языком Джузеппе Пеано латино-сине-флексионе (латинский без флексий).
Академия была наследником Международной Академии волапюка (волапюк Kadem bevünetik volapüka), созданной на съезде волапюкистов в Мюнхене в августе 1887 года. Под руководством Вальдемара Розенбергера (директор с 1892 года) эта группа переработала волапюк в язык идиом-неутраль и в 1898 году сменила название на Akademi Internasional de Lingu Universal.
Когда же Академия наконец решила отказаться от языка идиом-неутраль и развивать латино-сине-флексионе (1908), она выбрала своим директором Пеано и изменила название на Academia pro Interlingua (поскольку язык Пеано назывался также интерлингва).
Организация просуществовала до 1939 года.